# Mješoviti odred mornaričkog pješaštva Zvir
Mješoviti odred mornaričkog pješaštva Zvir (MOmp Zvir) je bila hrvatska postrojba mornaričkog pješaštva iz Domovinskog rata. Osnovana je 6. listopada 1991. godine.

## Povijest
Rujna 1991. bila je prva ozbiljnija vojna organizacija pripadnika ZNG-a i Policijske postaje Hvar. MOmp Zvir i hrvatske postrojbe ZNG-a s pridruženim redarstvenim snagama tijekom Domovinskog rata od 1991. do 1996. godine bile su smještene u zgradi u Starom Gradu koja je poslije prenamijenjena u Dom za starije i nemoćne osobe. Prvi zapovjednik jedne od četiri oružane postrojbe za obranu otoka bio je Mirko Crnčević, zamjenik Tonko Petrić i pomoćnik Andro Tadić Žbore. Zapovjednik tadašnjih vojno-policijskih snaga na škoju bio je Nikola Šimunović, a načelnik stožera Panajoti Gilve Toti poslije je bio zapovjednik odreda (ujedno drugi i zadnji ratni zapovjednik postrojbe). Odred je imao ulogu u pobjedi nad JRM i natjerivanje iste u povlačenje. Pripadnici odreda ratovali su i u zadarskom zaleđu i na Velebitu. Od ljudskih gubitaka Odred je imao poginulog Predraga Bogdanića (1993.), dvoje branitelja bili su teže i četvero lakše ranjenih. Kroz MOmp je prošlo ukupno 787 ljudi, svi s otoka Hvara. Radi određenih specijalnosti koji nije bilo na Hvaru, još je u Odredu bilo šest osoba s drugih područja. MOmp je dao 50 pričuvnih časnika i 70 dočasnika, ovisno o bavljenim dužnostima. Objavljena je i monografija koja prati ratni put postrojbe. Odred je ukinut 2001. godine. Na 25 obljetnicu organiziranja vojske i policije na Hvaru, čiji je dio bio i MOmp Zvir, otkrivena je u Starom Gradu spomen-ploča hrvatskim braniteljima.
Udruge veterana Mješovitog odreda mornaričkog pješaštva (MOMP) “Zvir” - otok Hvar ima ogranke u Hvaru, Starom Gradu, Jelsi i Sućurju. Autor monografije je tajnik Udruge Panajoti Gilve Toti. Monografija se zove "MOmp ‘Zvir’ − otok Hvar u Domovinskom ratu 1991.−1996. godine", a predstavljena je prvi put u kazališnoj dvorani u Starome Gradu 7. listopada 2012., u povodu 21. godišnjice osnutka postrojbe.